# جشنی بر پا کنید
جشنی بر پا کنید (انگلیسی: Let Joy Reign Supreme) فیلمی فرانسوی محصول سال ۱۹۷۵ به کارگردانی برتران تاورنیه و با بازی فیلیپ نوآره است. این یک درام تاریخی است که در دوران سلطنت فرانسه قرن هجدهم با محوریت توطئه پونتکالک برتون اتفاق می‌افتد.